# Anatoli Efros
Anatoli Vassilievitch Efros (en russe : Анато́лий Васи́льевич Э́фрос) de son vrai nom Nathan Issaïevitch Efros (en russe : Ната́н Иса́евич Э́фрос), né le 3 juillet 1925 à Kharkiv et mort à Moscou en URSS le 13 janvier 1987, est un réalisateur et metteur en scène soviétique.
Acclamé pour ses adaptations au Théâtre du Lenkom et Théâtre sur Malaïa Bronnaïa, il s'est vu à la fin de sa vie entrainé dans le conflit à connotation politique, en acceptant de prendre le poste de Iouri Lioubimov au Théâtre de la Taganka, après que ce dernier ait été déchu de sa citoyenneté soviétique à la suite de l'interview accordée au Times en 1984. Efros a été accusé de traitrise par son prédécesseur et a subi l'ostracisme au sein de sa troupe.
Il est inhumé au Cimetière de Kuntsevo à Moscou.

## Biographie
Passionné par le théâtre depuis son enfance, Efros suit une formation d'art dramatique auprès de Iouri Zavadski au sein du théâtre Mossovet et en 1944 intègre la faculté de réalisation de l'Académie russe des arts du théâtre où il étudie dans la classe de Maria Knebel et Nikolaï Petrov.
En 1954, il entame une carrière au Théâtre académique de la jeunesse de Russie où il connait un succès considérable. On lui propose en 1963, de prendre la direction du théâtre du Lenkom.
En 1961, il réalise l'Année bissextile d'après le livre de Vera Panova qui découvre l'actrice Marianna Vertinskaïa. En 1964, il porte à l'écran le roman d'Emmanuil Kazakevitch Deux dans la steppe.

## Filmographie

### Comme réalisateur
- 1960 : Une mauvaise journée (Шумный день) avec Gueorgui Natanson
- 1962 : Année bissextile (Високосный год)
- 1964 : Deux Hommes dans la steppe (Двое в степи)
- 1976 : Une fantaisie (Фантазия)
- 1977 : Jeudi ou jamais (В четверг и больше никогда)

### Comme scénariste
- 1989 : Août fuyant (Убегающий август) de Dmitri Dolinine